# B-Air Charter
B-Air Charter war eine deutsche Charterfluggesellschaft für nationale und internationale Geschäftsreise- und Privatflüge in ganz Europa, mit Sitz in Stuttgart. Die Flotte war am Flughafen Stuttgart und Flughafen Mannheim stationiert.

## Geschichte
Das Unternehmen wurde 2009 als Tochterunternehmen der Bernhauser Bank mit einer Beechcraft King Air C90GTI gegründet. Im Januar 2013 wurde B-Air Charter vom Luftfahrt-Bundesamt als gewerbliches Luftfahrtunternehmen mit dem Erhalt des Air Operator Certificate anerkannt.
Im Herbst 2013 fand eine erste Flottenerweiterung mit zwei Cessna Citation CJ statt, worauf im Jahr 2014 eine weitere Beechcraft King Air B200C folgte. Im Dezember 2014 wurde die Flotte um eine Cessna Citation Bravo erweitert.
Im Februar 2016 wurde B-Air Charter nach der Übernahme durch den Stuttgarter Flugdienst in dessen Betrieb eingegliedert; erstgenannte hat den Auftritt unter eigenem Namen eingestellt.

## Flugziele
B-Air Charter bot europaweite Flüge zu diversen Destinationen nach individuellen Anforderungen. Sowohl große Verkehrsflugplätze wie Frankfurt, Paris, Rom, als auch kleine VFR-Plätze, dank Kurzstart- und Landeeigenschaften (STOL) der King Air-Flotte, zählten zum eigenen Portfolio.

## Flotte
Mit Stand Januar 2015 bestand die Flotte von B-Air Charter aus fünf Flugzeugen.
1. Citation Flotte
- 1 Cessna Citation CJ1
- 1 Cessna Citation CJ
- 1 Cessna 550B Citation Bravo

2. King Air Flotte
- 1 Beechcraft King Air C90GTI
- 1 Beechcraft King Air B200C